# Hodejov
Hodejov é um município da Eslováquia, situado no distrito de Rimavská Sobota, na região de Banská Bystrica. Tem 17,25 km² de área e sua população em 2018 foi estimada em 1.604 habitantes.

## Demografia
| Ano:        | 1994 | 2004   | 2014    | 2024   |
| ----------- | ---- | ------ | ------- | ------ |
| Broj ljudi: | 1319 | 1379   | 1637    | 1513   |
| Razlika:    |      | +4,54% | +18,70% | -7,57% |

| Ano:               | 2023 | 2024   |
| ------------------ | ---- | ------ |
| Número de pessoas: | 1509 | 1513   |
| Diferença:         |      | +0,26% |